# Chrysoperla rotundata
Chrysoperla rotundata is een insect uit de familie van de gaasvliegen (Chrysopidae), die tot de orde netvleugeligen (Neuroptera) behoort. 
Chrysoperla rotundata is voor het eerst wetenschappelijk beschreven door Navás in 1929.